# تيقيضونت
تيقيضونت (Tikidount) قرية من قرى بلدية واسيف (آث واسيف بالقبائلية)، ولاية تيزي وزو.